# Nogal (Somalia)
Nogal (somalo: Nugaal; arabo: نوغال Nūghāl) è, assieme a quella di Bari, una regione amministrativa (gobol) dello Stato federale del Puntland, nel nord-est della Somalia, autonomo dal 1998.
Confina a nord con la regione di Bari, a ovest con l'Etiopia e con lo Stato de facto indipendente del Somaliland, a sud con lo Stato federale del Galmudugh e ad est con l'Oceano Indiano. Il suo capoluogo è Garoe.
La maggior parte della territorio è occupato dalla Valle del Nogal', un profondo avvallamento, che diventa un bacino di drenaggio, dove durante la stagione delle piogge (aprile-giugno) affluiscono le acque dei fiumi Nogal e Darror.
Nel 1926 era sede del Commissariato del Nogal.

## Province
Il Nogal è diviso amministrativamente in 4 province:
- Eil
- Burtinle
- Dhan Gorajo
- Garoe, capoluogo della regione.

## Curiosità
Il principale clan somalo, che vive in questa regione è la sotto-cabila Migiurtina appartenente alla cabila Darod del gruppo Harti.